# Saíra-de-papo-prateado
A saíra-de-papo-prateado (Tangara icterocephala) é uma espécie de pássaro passeriforme da família Thraupidae. É encontrada na Costa Rica, Panamá, Colômbia, Equador e nordeste do Peru. Habita florestas cobertas de musgo, florestas estacionais sempre-verdes montanhosas, florestas estacionais sempre-verdes de planícies tropicais e bordas de florestas, juntamente com florestas secundárias altas e habitat em distúrbio com árvores e florestas remanescentes. Tem 13 centímetros de comprimento, pesa em média 22 gramas e apresenta um leve dimorfismo sexual, com plumagem feminina mais opaca. Os machos adultos são principalmente amarelos brilhantes, com uma garganta branco-prateada, com uma faixa preta nas bochechas, listras pretas no dorso e bordas verdes nas asas e na cauda. Os filhotes são mais opacos e verdes.
A saíra-de-papo-prateado é onívora e se alimenta principalmente de frutos, especialmente da família Melastomataceae, complementados por artrópodes. A reprodução ocorre de abril a setembro, e duas ninhadas são criadas em uma única estação reprodutiva. As fêmeas constroem ninhos com musgo, folhas e teias de aranha em florestas ou árvores isoladas. Os ovos são postos em ninhadas de dois e incubados pelas fêmeas. Os filhotes deixam o ninho com cerca de 15 dias de idade. A saíra-de-papo-prateado está listada como espécie pouco preocupante pela União Internacional para a Conservação da Natureza (IUCN) na Lista Vermelha da IUCN, mas está ameaçado pela destruição de habitat.

## Taxonomia e sistemática
A saíra-de-papo-prateado foi descrita pela primeira vez como Calliste icterocephala por Charles Lucien Bonaparte em 1851, com base em um espécime do Equador. O gênero Calliste foi posteriormente sinonimizado com Calospiza, que, por sua vez, foi posteriormente associado a Tangara. O nome genérico Tangara vem da palavra tupi tangara, que significa dançarina. O nome específico icterocephala vem das palavras do grego antigo ikteros, que significa amarelo, e kephalos, que significa cabeça. Saíra-de-papo-prateado é o nome comum oficial designado pela International Ornithologists' Union.
A saíra-de-papo-prateado é uma das 27 espécies do gênero Tangara, da família Thraupidae. De acordo com um estudo de 2004 sobre o DNA mitocondrial realizado por Kevin Burns e Kazuya Naoki, ele faz parte de um complexo específico com a saíra-de-bigode-azul [en], a saíra-ouro, a  saíra-esmeralda, a saíra-dourada [en], a  saíra-de-cabeça-dourada, a saíra-de-orelha-dourada [en] e a  saíra-cara-de-fogo dentro do gênero. Dentro desse conjunto, faz parte do grupo irmão da saíra-esmeralda. O clado formado por essas duas espécies é irmão da saíra-dourada. O cladograma a seguir mostra as relações filogenéticas dentro do grupo de espécies com base no estudo acima:
|  | Saíra-de-bigode-azul [en] (Tangara johannae)                                                               |
|  | |
|  | \| \| Saíra-ouro (Tangara schrankii) \| \| \| \| \| \| Saíra-cara-de-fogo (Tangara parzudakii) \| \| \| \| |
|  | |
|  | Saíra-ouro (Tangara schrankii)                                                                             |
|  | |
|  | Saíra-cara-de-fogo (Tangara parzudakii)                                                                    |
|  | |

|  | Saíra-ouro (Tangara schrankii)          |
|  |                                         |
|  | Saíra-cara-de-fogo (Tangara parzudakii) |
|  |                                         |

|  | Saíra-de-papo-prateado (Tangara icterocephala) |
|  |                                                |
|  | Saíra-esmeralda (Tangara florida)              |
|  |                                                |

|  | Saíra-dourada [en] (Tangara arthus) |
|  |                                     |

|  | Saíra-de-papo-prateado (Tangara icterocephala) |
|  |                                                |
|  | Saíra-esmeralda (Tangara florida)              |
|  |                                                |

|  | Saíra-dourada [en] (Tangara arthus) |
|  |                                     |

|  | Saíra-de-bigode-azul [en] (Tangara johannae)                                                               |
|  | |
|  | \| \| Saíra-ouro (Tangara schrankii) \| \| \| \| \| \| Saíra-cara-de-fogo (Tangara parzudakii) \| \| \| \| |
|  | |
|  | Saíra-ouro (Tangara schrankii)                                                                             |
|  | |
|  | Saíra-cara-de-fogo (Tangara parzudakii)                                                                    |
|  | |

|  | Saíra-ouro (Tangara schrankii)          |
|  |                                         |
|  | Saíra-cara-de-fogo (Tangara parzudakii) |
|  |                                         |

|  | Saíra-de-papo-prateado (Tangara icterocephala) |
|  |                                                |
|  | Saíra-esmeralda (Tangara florida)              |
|  |                                                |

|  | Saíra-dourada [en] (Tangara arthus) |
|  |                                     |

|  | Saíra-de-papo-prateado (Tangara icterocephala) |
|  |                                                |
|  | Saíra-esmeralda (Tangara florida)              |
|  |                                                |

|  | Saíra-dourada [en] (Tangara arthus) |
|  |                                     |

|  | Saíra-de-bigode-azul [en] (Tangara johannae)                                                               |
|  | |
|  | \| \| Saíra-ouro (Tangara schrankii) \| \| \| \| \| \| Saíra-cara-de-fogo (Tangara parzudakii) \| \| \| \| |
|  | |
|  | Saíra-ouro (Tangara schrankii)                                                                             |
|  | |
|  | Saíra-cara-de-fogo (Tangara parzudakii)                                                                    |
|  | |

|  | Saíra-ouro (Tangara schrankii)          |
|  |                                         |
|  | Saíra-cara-de-fogo (Tangara parzudakii) |
|  |                                         |

|  | Saíra-de-papo-prateado (Tangara icterocephala) |
|  |                                                |
|  | Saíra-esmeralda (Tangara florida)              |
|  |                                                |

|  | Saíra-dourada [en] (Tangara arthus) |
|  |                                     |

|  | Saíra-de-papo-prateado (Tangara icterocephala) |
|  |                                                |
|  | Saíra-esmeralda (Tangara florida)              |
|  |                                                |

|  | Saíra-dourada [en] (Tangara arthus) |
|  |                                     |

|  | Saíra-de-bigode-azul [en] (Tangara johannae)                                                               |
|  | |
|  | \| \| Saíra-ouro (Tangara schrankii) \| \| \| \| \| \| Saíra-cara-de-fogo (Tangara parzudakii) \| \| \| \| |
|  | |
|  | Saíra-ouro (Tangara schrankii)                                                                             |
|  | |
|  | Saíra-cara-de-fogo (Tangara parzudakii)                                                                    |
|  | |

|  | Saíra-ouro (Tangara schrankii)          |
|  |                                         |
|  | Saíra-cara-de-fogo (Tangara parzudakii) |
|  |                                         |

|  | Saíra-de-papo-prateado (Tangara icterocephala) |
|  |                                                |
|  | Saíra-esmeralda (Tangara florida)              |
|  |                                                |

|  | Saíra-dourada [en] (Tangara arthus) |
|  |                                     |

|  | Saíra-de-papo-prateado (Tangara icterocephala) |
|  |                                                |
|  | Saíra-esmeralda (Tangara florida)              |
|  |                                                |

|  | Saíra-dourada [en] (Tangara arthus) |
|  |                                     |

|  | Saíra-de-bigode-azul [en] (Tangara johannae)                                                               |
|  | |
|  | \| \| Saíra-ouro (Tangara schrankii) \| \| \| \| \| \| Saíra-cara-de-fogo (Tangara parzudakii) \| \| \| \| |
|  | |
|  | Saíra-ouro (Tangara schrankii)                                                                             |
|  | |
|  | Saíra-cara-de-fogo (Tangara parzudakii)                                                                    |
|  | |

|  | Saíra-ouro (Tangara schrankii)          |
|  |                                         |
|  | Saíra-cara-de-fogo (Tangara parzudakii) |
|  |                                         |

|  | Saíra-de-papo-prateado (Tangara icterocephala) |
|  |                                                |
|  | Saíra-esmeralda (Tangara florida)              |
|  |                                                |

|  | Saíra-dourada [en] (Tangara arthus) |
|  |                                     |

|  | Saíra-de-papo-prateado (Tangara icterocephala) |
|  |                                                |
|  | Saíra-esmeralda (Tangara florida)              |
|  |                                                |

|  | Saíra-dourada [en] (Tangara arthus) |
|  |                                     |

|  | Saíra-de-bigode-azul [en] (Tangara johannae)                                                               |
|  | |
|  | \| \| Saíra-ouro (Tangara schrankii) \| \| \| \| \| \| Saíra-cara-de-fogo (Tangara parzudakii) \| \| \| \| |
|  | |
|  | Saíra-ouro (Tangara schrankii)                                                                             |
|  | |
|  | Saíra-cara-de-fogo (Tangara parzudakii)                                                                    |
|  | |

|  | Saíra-ouro (Tangara schrankii)          |
|  |                                         |
|  | Saíra-cara-de-fogo (Tangara parzudakii) |
|  |                                         |

|  | Saíra-de-papo-prateado (Tangara icterocephala) |
|  |                                                |
|  | Saíra-esmeralda (Tangara florida)              |
|  |                                                |

|  | Saíra-dourada [en] (Tangara arthus) |
|  |                                     |

|  | Saíra-de-papo-prateado (Tangara icterocephala) |
|  |                                                |
|  | Saíra-esmeralda (Tangara florida)              |
|  |                                                |

|  | Saíra-dourada [en] (Tangara arthus) |
|  |                                     |

|  | Saíra-de-bigode-azul [en] (Tangara johannae)                                                               |
|  | |
|  | \| \| Saíra-ouro (Tangara schrankii) \| \| \| \| \| \| Saíra-cara-de-fogo (Tangara parzudakii) \| \| \| \| |
|  | |
|  | Saíra-ouro (Tangara schrankii)                                                                             |
|  | |
|  | Saíra-cara-de-fogo (Tangara parzudakii)                                                                    |
|  | |

|  | Saíra-ouro (Tangara schrankii)          |
|  |                                         |
|  | Saíra-cara-de-fogo (Tangara parzudakii) |
|  |                                         |

|  | Saíra-de-papo-prateado (Tangara icterocephala) |
|  |                                                |
|  | Saíra-esmeralda (Tangara florida)              |
|  |                                                |

|  | Saíra-dourada [en] (Tangara arthus) |
|  |                                     |

|  | Saíra-de-papo-prateado (Tangara icterocephala) |
|  |                                                |
|  | Saíra-esmeralda (Tangara florida)              |
|  |                                                |

|  | Saíra-dourada [en] (Tangara arthus) |
|  |                                     |

|  | Saíra-de-bigode-azul [en] (Tangara johannae)                                                               |
|  | |
|  | \| \| Saíra-ouro (Tangara schrankii) \| \| \| \| \| \| Saíra-cara-de-fogo (Tangara parzudakii) \| \| \| \| |
|  | |
|  | Saíra-ouro (Tangara schrankii)                                                                             |
|  | |
|  | Saíra-cara-de-fogo (Tangara parzudakii)                                                                    |
|  | |

|  | Saíra-ouro (Tangara schrankii)          |
|  |                                         |
|  | Saíra-cara-de-fogo (Tangara parzudakii) |
|  |                                         |

|  | Saíra-de-papo-prateado (Tangara icterocephala) |
|  |                                                |
|  | Saíra-esmeralda (Tangara florida)              |
|  |                                                |

|  | Saíra-dourada [en] (Tangara arthus) |
|  |                                     |

|  | Saíra-de-papo-prateado (Tangara icterocephala) |
|  |                                                |
|  | Saíra-esmeralda (Tangara florida)              |
|  |                                                |

|  | Saíra-dourada [en] (Tangara arthus) |
|  |                                     |

### Subespécies
Há três subespécies reconhecidas da saíra-de-papo-prateado. As subespécies são diferenciadas por diferenças em sua aparência e distribuição:
- T. i. frantzii (Cabanis, 1861): É encontrada do norte da Costa Rica ao sul até as duas encostas das montanhas de Veráguas, no Panamá. Possui píleo e nuca amarelas brilhantes, com uma faixa azul-esverdeada pálida indistinta na última. Seu pescoço dianteiro e garganta são mais pálidos do que os das outras duas subespécies.[8]

- T. i. oresbia (Wetmore, 1962): É encontrada nas montanhas de Coclé e na província de Panamá, no Panamá. É a mais escura das subespécies, com uma faixa azul-esverdeada no pescoço e topetes e gargantas escuros. As fêmeas têm bordas verdes escuras nas penas do dorso, contrastando com o amarelo visto em outras subespécies.[8]

- T. i. icterocephala (Bonaparte, 1851): A subespécie indicada é encontrada nas montanhas do leste de Darién, no Panamá e nos Andes da Colômbia, no oeste do Equador e no nordeste do Peru.[8]

## Descrição

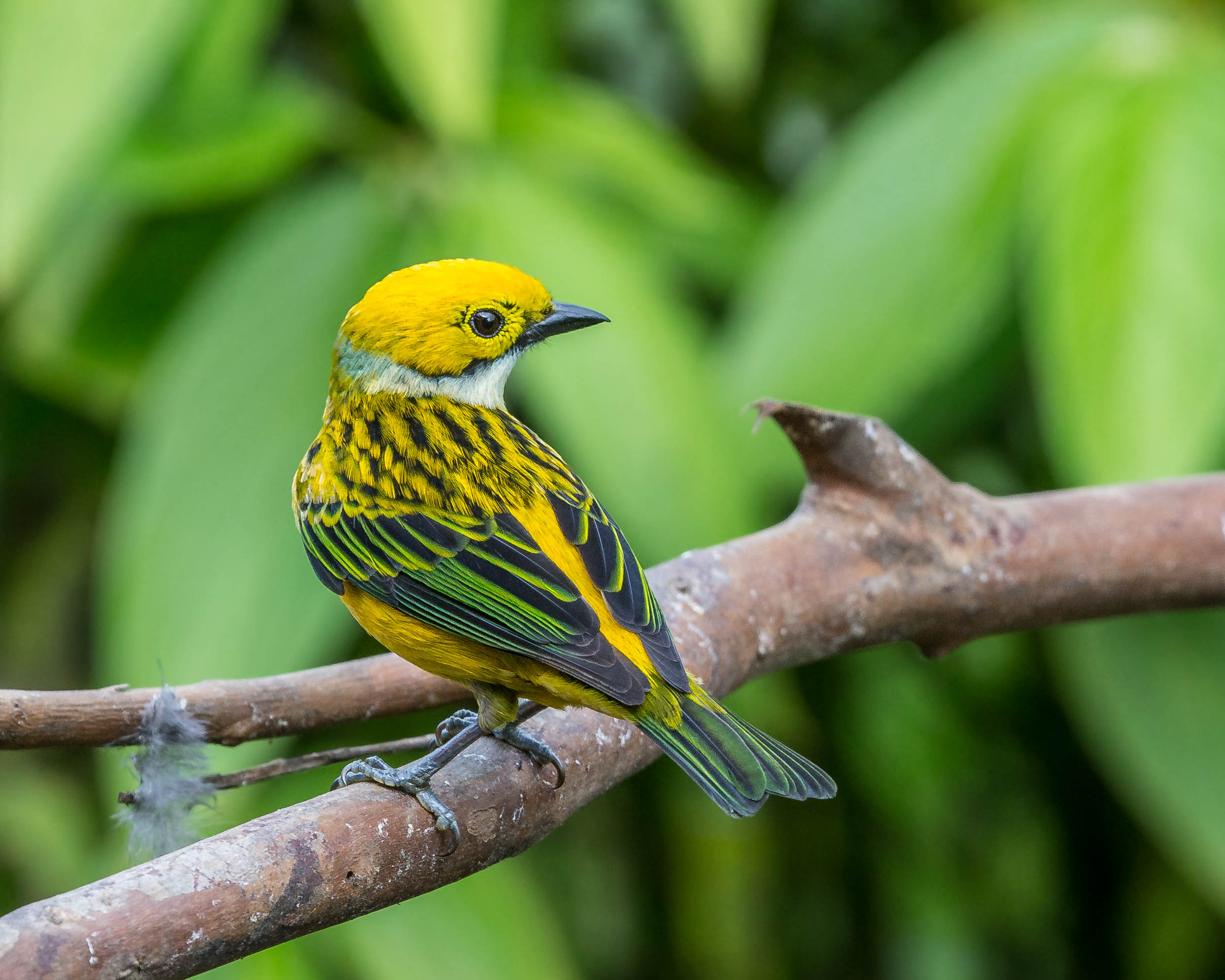
Na Costa Rica.

A saíra-de-papo-prateado é uma ave do gênero Tangara de tamanho médio, com 13 centímetros de comprimento e 22 gramas de peso médio. A espécie apresenta um leve dimorfismo sexual, com as fêmeas sendo mais opacas que os machos. O macho é principalmente amarelo brilhante, com uma garganta branco-prateada, com uma faixa preta nas bochechas na parte superior. O dorso é amarelo com listras pretas, e as asas e a cauda são amarelas com bordas verdes. A íris é marrom, o bico é preto e os pés são cinza. As fêmeas adultas são parecidas com os machos, mas têm plumagem mais opaca e verde e, ocasionalmente, manchas escuras fracas no píleo. Os pássaros imaturos são muito mais opacos e esverdeados, com asas, cauda, estrias traseiras e listras nas bochechas escuras, garganta cinza e bordas das asas verde-escuras. Essa plumagem subadulta é mantida até o final da primeira temporada de reprodução.

### Vocalizações
O canto da saíra-de-papo-prateado é um zumbido semelhante ao de um inseto. Quando em busca de alimento ou voando, a espécie foi registrada emitindo um jjeut áspero e zumbido ou um bzeeet agudo. Ela também emite um tic agudo. Suas canções não foram descritas.

## Distribuição e habitat
É encontrado desde o norte da Costa Rica, passando pelo Panamá, Colômbia e Peru, até o sul do Equador, principalmente em altitudes de 600 a 1.800 m, mas ocasionalmente de 0 a 2.300 m. Habita florestas musgosas, florestas estacionais sempre-verdes montanhosas, florestas estacionais sempre-verdes de planícies tropicais e bordas de florestas, juntamente com florestas secundárias altas. Também vive em habitats em distúrbio com árvores e florestas remanescentes. Foi observado em clareiras com árvores frutíferas próximas a florestas na Costa Rica, mas raramente sai de habitats florestais na Colômbia.

## Comportamento
As saíras-de-papo-prateado forrageiam em pares, pequenos grupos ou como parte de um bando de alimentação de espécies mistas. Os bandos de saíras-de-papo-prateado consistem de 3 a 5 indivíduos, e até 12 indivíduos podem estar presentes em bandos de espécies mistas com outros pássaros, como por exemplo aves da família Vireonidae e felosas-assobiadeiras. Os pares acasalados da espécie estão presentes o ano todo, mas ficam mais soltos após o fim da estação de reprodução, entre novembro e dezembro. Os indivíduos foram observados se banhando em água coletada em áreas como cavidades em galhos de árvores.

### Dieta

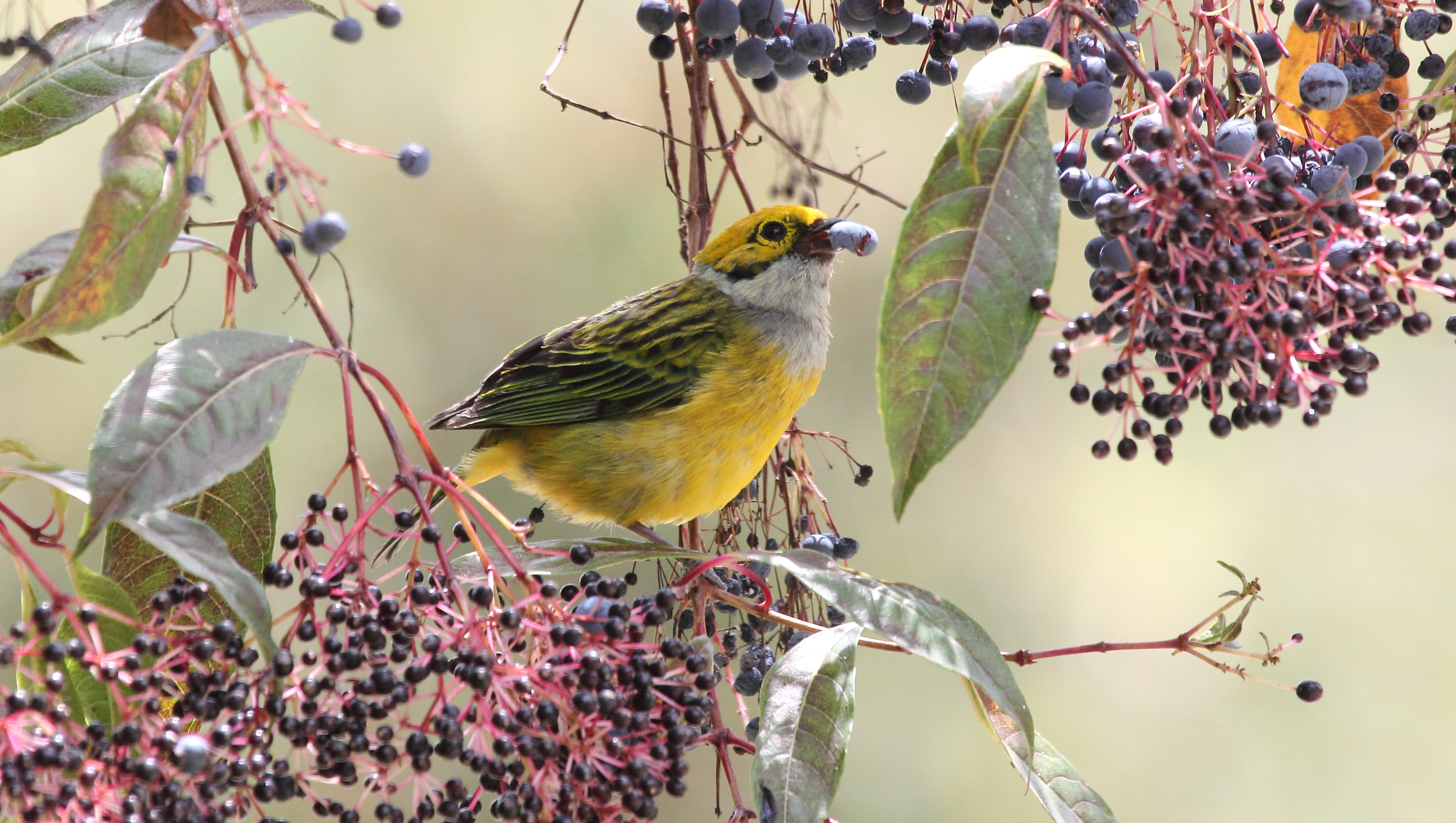
Saíra-de-papo-prateado se alimentando.

As saíras-de-papo-prateado são onívoras, alimentando-se principalmente de frutas e complementando sua dieta com artrópodes. Os principais frutos consumidos são da família Melastomataceae, especialmente os do gênero Miconia. Também foi observado se alimentando de frutos de Souroubea guianensis. Os artrópodes formam uma porcentagem maior da dieta durante a estação de reprodução.
As saíras-de-papo-prateado forrageiam no dossel florestal, principalmente empoleirando-se ou pendurando-se em galhos de cabeça para baixo para comer pequenos frutos. Na Colômbia, o forrageamento ocorre nas copas das árvores e arbustos a uma altura média de 8,5 m e raramente abaixo de 3 m, mas o forrageamento ocorre mais próximo ao solo na Costa Rica. A busca por artrópodes ocorre em galhos finos cobertos de musgo. Eles se movem rapidamente de galho em galho e correm pelo galho enquanto procuram por artrópodes. Eles também coletam insetos de pequenos galhos.

### Reprodução

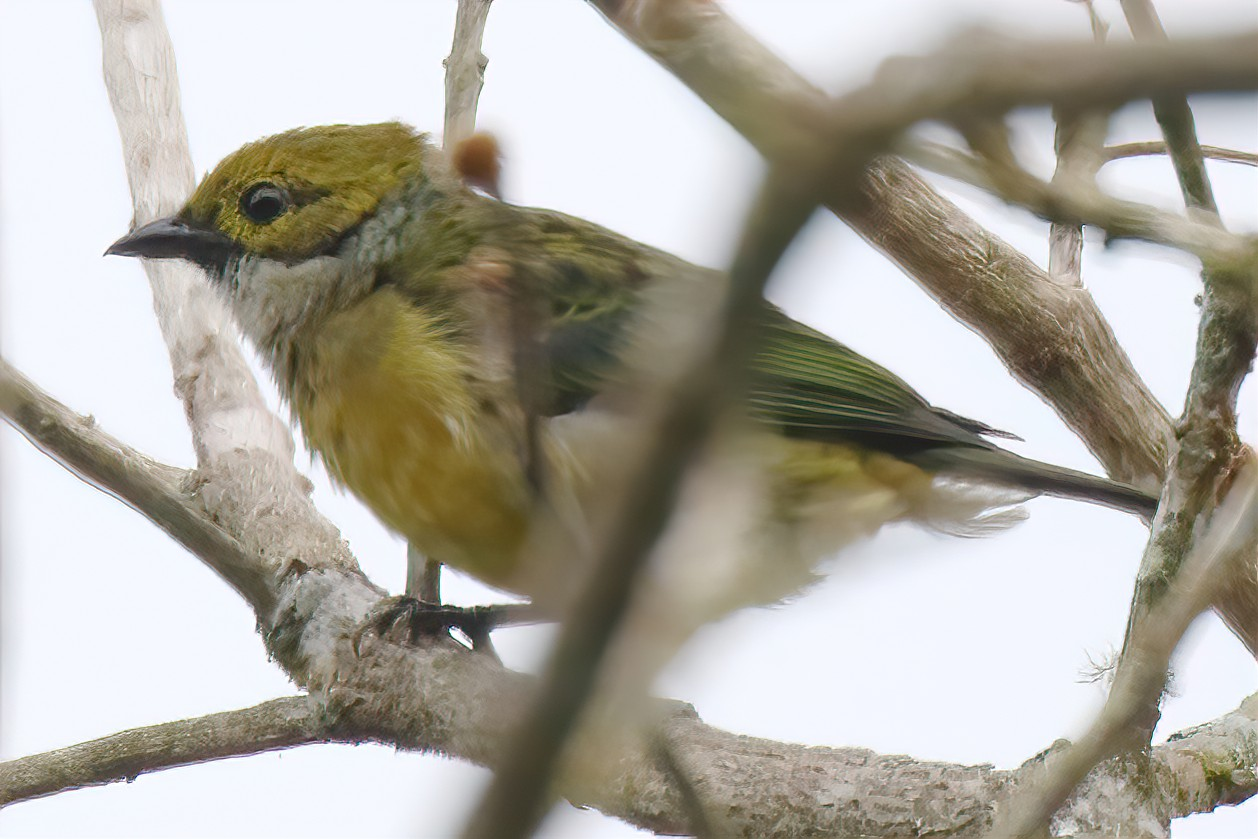
Filhote na Costa Rica.

Na Costa Rica, a reprodução ocorre de abril a setembro, período em que a saíra-de-papo-prateado tem duas ninhadas. As fêmeas começam a construir os ninhos em abril e são as únicas a fazê-lo, embora os machos tragam alimentos e material de nidificação para suas parceiras. Os ninhos são construídos principalmente em áreas florestais em alturas de 1,8 a 10,7 m, mas também podem ser feitos em árvores isoladas. Os ninhos têm formato de xícara e são construídos com musgo e folhas, cercados por teias de aranha, escondidos principalmente entre galhos cobertos de musgo.
Os ovos são postos em ninhadas de dois em dias consecutivos. Eles são de cor esbranquiçada a cinza fosco, com manchas marrons que se concentram na extremidade maior, e medem em média 15,6-21,3 mm. As fêmeas são as únicas que incubam os ovos. Ambos os pais alimentam os filhotes, e eles deixam o ninho após cerca de 15 dias, quando são capazes de cuidar de si mesmos. Em média, 54,3% dos ninhos e 44,7% dos ovos são bem-sucedidos.

### Parasitas
Uma pesquisa realizada na Costa Rica encontrou o alveolado parasita Haemoproteus coatneyi [en] no sangue de saíras-de-papo-prateado. A saíra-de-papo-prateado também é o hospedeiro-tipo do piolho Myrsidea icterocephalae.

## Status de conservação
A saíra-de-papo-prateado está listada como espécie pouco preocupante pela União Internacional para a Conservação da Natureza (IUCN) na Lista Vermelha da IUCN, devido à sua ampla distribuição e à ausência de um rápido declínio populacional. No entanto, a população da espécie está diminuindo devido à destruição de habitat. O aumento da densidade de árvores perto de áreas agrícolas abertas pode aumentar a população da espécie.